# Witali Igorewitsch Pawluchin
Witali Igorewitsch Pawluchin (russisch Виталий Игоревич Павлухин; engl. Transkription: Vitaly Pavlukhin; * 15. Februar 1995) ist ein russischer Poolbillardspieler.

## Karriere

### Einzel
Im November 2010 gewann Pawluchin seine erste Medaille bei der russischen Meisterschaft der Herren. Er zog beim 8-Ball-Wettbewerb ins Finale ein, verlor jedoch mit 1:7 gegen Roman Prutschai. Im August 2011 wurde er durch Finalsiege gegen Tian Zhang und Joshua Filler Schülereuropameister in den Disziplinen 10-Ball und 8-Ball sowie Vizeeuropameister im 14/1 endlos. Mit der russischen Schülermannschaft, mit der er in den beiden Jahren zuvor die Bronzemedaille gewonnen hatte, wurde er 2011 Vizeeuropameister. Bei der Juniorenweltmeisterschaft 2011 schied er im Viertelfinale gegen Konrad Piekarski aus. Im November 2011 wurde er durch einen 6:4-Sieg gegen Konstantin Stepanow russischer Meister im 8-Ball. Beim anschließend stattfindenden 9-Ball-Wettbewerb verlor er das Finale mit 0:9 gegen Stepanow.
2012 wurde Pawluchin erstmals für die Herren-EM nominiert. Beim 10-Ball-Wettbewerb der EM erreichte er, nachdem er unter anderem Jaroslav Polach, Matey Ullah und Manuel Ederer besiegt hatte, das Halbfinale, in dem er dem Titelverteidiger Stephan Cohen knapp mit 7:8 unterlag. Bei der Junioren-EM 2012 gewann er Bronze im 14/1 endlos und Silber mit der Mannschaft. Wenige Tage später gelang ihm bei den German Open erstmals der Einzug in die Finalrunde eines Euro-Tour-Turniers. In der Runde der letzten 32 schied er jedoch gegen den Spanier David Alcaide aus. Bei der russischen Meisterschaft 2012 erreichte er das 10-Ball-Finale und verlor mit 7:8 gegen Titelverteidiger Ruslan Tschinachow.
Bei der EM 2013 erreichte Pawluchin in den Disziplinen 10-Ball und 8-Ball die Runde der letzten 64. Bei der russischen Meisterschaft 2013 wurde er durch einen 100:48-Finalsieg gegen Titelverteidiger Tschinachow russischer Meister im 14/1 endlos. Zudem wurde er Vizemeister im 10-Ball und im 9-Ball. 2014 erreichte er bei der Europameisterschaft bei den Wettbewerben im 14/1 endlos und 9-Ball die Runde der letzten 64. Im November 2014 erreichte er das Viertelfinale des Kremlin Cups, in dem er gegen den damaligen Weltmeister Niels Feijen ausschied. An der wenige Tage später stattfindenden russischen Meisterschaft nahm er nicht teil und konnte daher seinen Titel nicht verteidigen. Im November 2015 wurde er durch einen 100:83-Finalsieg gegen Titelverteidiger Konstantin Stepanow zum zweiten Mal russischer 14/1-endlos-Meister. 2016 gewann er die Bronzemedaille im 9-Ball und 2017 nach einer Halbfinalniederlage gegen Andrei Seroschtan Bronze im 10-Ball.

### Mannschaft
Beim World Cup of Pool bildete Pawluchin 2012 gemeinsam mit Konstantin Stepanow das russische Team, das in der ersten Runde gegen die Japaner Naoyuki Ōi und Satoshi Kawabata ausschied.
Mit der russischen Nationalmannschaft wurde er 2013 EM-Dritter.

### Snooker
2014 nahm Pawluchin im Snooker erstmals an der russischen Meisterschaft teil und erreichte das Viertelfinale, in dem er dem Titelverteidiger Kirill Lomakin mit 1:2 unterlag. Nachdem er 2015 erneut im Viertelfinale ausgeschieden war, zog er 2016 ins Halbfinale ein und verlor mit 1:3 gegen Iwan Kakowski.

## Erfolge
- 10-Ball-Schülereuropameister: 2011
- 8-Ball-Schülereuropameister: 2011
- Russischer 8-Ball-Meister: 2011
- Russischer 14/1-endlos-Meister: 2013, 2015